# Euchrysops unigemmata
Euchrysops unigemmata är en fjärilsart som beskrevs av Butler 1895. Euchrysops unigemmata ingår i släktet Euchrysops och familjen juvelvingar. Inga underarter finns listade i Catalogue of Life.